# Breitenbach (Schliersee, Bach)
Der Breitenbach ist ein Fließgewässer in Bayern. Er entsteht östlich unterhalb der Gindelalm, fließt ostwärts durch das Schilchental und mündet beim Schlierseer Ortsteil Breitenbach in den Schliersee.